# LHCb
LHCb（英語：Large Hadron Collider beauty），或称大型强子对撞机底夸克实验，是LHC上的7个探测器之一，它的主要物理目标是测量在b强子（包含底夸克的重粒子）中的CP破坏和新物理。这样的研究可以帮助解释宇宙的物质-反物质不对称性。该探测器也能够履行在前面区域的生产截面和弱电物理学的测量。大约有来自60个科研机构840人，代表16个国家，形成建造和操作探测器的合作。

## LHCb探测器
由于LHC的对撞能非常大，LHCb上对撞产生的的{\displaystyle b-{\bar {b}}}夸克在同一个方向的很小的角度范围内，因此LHCb探测器虽然只覆盖了水平方向10~300mrad和竖直方向250mrad的立体角，却能够接收到产生的43%的b强子。在水平和垂直平面之间的不对称性是由一个大偶极磁体与在垂直方向的主要场分量来确定。

## 参看
- 欧洲核子研究组织 （CERN）
- 大型强子对撞机（LHC）